# Sjeverni amami-oshima jezik
Sjeverni amami-oshima jezik (ISO 639-3: ryn; sjeverni amami-osima, oosima, oshima, osima), japanski jezik rjukjuanske skupine, kojim govori oko 10 000 ljudi na sjeveru otoka Amami-oshima u Japanu. Govornici su uglavnom starije dobi, a osobe mlađe od 20 godina služe se jedino japanskim [jpn] (1989 T. Fukuda).
Klasificira se sjevernoj amami-okinavskoj podskupini. Ima dva dijalekta: naze i sani.

## Vanjske poveznice
- Ethnologue (14th)
- Ethnologue (15th)